# Arctopus dregei
Arctopus dregei là một loài thực vật có hoa trong họ Hoa tán. Loài này được Sond. mô tả khoa học đầu tiên năm 1862.